# Hind Jernane
Hind Jernane, née le 22 septembre 1992, est une haltérophile marocaine.

## Carrière
Hind Jernane est médaillée d'argent à l'arraché, à l'épaulé-jeté et au total dans la catégorie des moins de 58 kg aux championnats d'Afrique 2013 à Casablanca.